# Topologia fraca
Em análise funcional, a topologia fraca em espaços vetoriais topológicos (como espaços de Banach) é a menor topologia que faz com que os funcionais lineares contínuos na topologia original permaneçam contínuos nessa nova topologia. Tendo menos abertos, terá mais compactos, o que pode simplificar algumas operações (como aquelas que envolvam maximizações de funções).

## Definição
Seja X um espaço vetorial topológico (sobre corpo K dos reais ou dos complexos); denote por τ sua topologia. Denote por X* o seu espaço dual, consistindo dos funcionais lineares X → K contínuos em relação a τ no domínio. A topologia fraca no conjunto X é a interseção de todas as topologias σ tais que todo f ∈ X* é também contínuo X → K em relação a σ no domínio.
Explicitamente, um subconjunto U ⊆ X é aberto na topologia fraca se e só se, para cada x ∈ U, existem ε > 0 e f1, …, fn ∈ X* tais que:
se y ∈ X é com |fi(x − y)| < ε para cada 1 ≤ i ≤ n, então y ∈ U.

### Propriedades
Supõe-se que X é espaço de Banach. (Há versões de alguns dos resultados para quando X é espaço localmente convexo ou F-espaço.)
- A topologia fraca de X torna X um espaço vetorial topológico Hausdorff (consequência do teorema de Hahn−Banach, em sua forma geométrica).
- Convergência de sequências na topologia fraca é o mesmo que convergência fraca: vale que xn → x fracamente se e só se, para cada f ∈ X*, vale f(xn) → f(x) ∈ K.
- Em particular, se uma sequência qualquer (ou até uma rede) converge na topologia original, então também converge na topologia fraca.
- Se X tem dimensão finita, a topologia fraca é igual à topologia original.
- Todo subconjunto fechado (na topologia original) convexo de X é também fechado na fraca (consequência do teorema de Hahn–Banach). Assim, a bola fechada { x ∈ X | ‖x‖ ≤ 1 } é também fechada na fraca.
- Porém, se X é espaço de Banach de dimensão infinita, a esfera { x ∈ X | ‖x‖ = 1 } não é fechada na fraca, e a bola aberta { x ∈ X | ‖x‖ < 1 } não é aberta na fraca. Isto porque, sendo de dimensão infinita, nenhuma interseção finita de hiperplanos fechados "caberá" na bola aberta.
- Se B ⊆ X é subconjunto limitado na fraca (isto é, para cada f ∈ X* a imagem f(B) ⊆ K é limitada), então B é subconjunto limitado na original (isto é, limitado em norma).
- Se T : E → F é linear entre espaços de Banach, é contínuo relativo às topologias originais se e só se é contínuo relativo às topologias fracas. Isto é consequência do teorema do gráfico fechado.[1][2]

### Topologia fraca estrela
Há a topologia fraca no dual X*, e há outra menor ainda, a topologia fraca estrela, que é obtida considerando a preservação da continuidade de só os funcionais lineares X* → K dados por avaliação em pontos de X.
Mais precisamente, V ⊆ X* é aberto na topologia fraca estrela se e só se, para cada f ∈ V, existem ε > 0 e x1, …, xn ∈ X tais que:
se g ∈ X* é com |g(xi) − f(xi)| < ε para cada 1 ≤ i ≤ n, então g ∈ V.
Assim, a topologia fraca estrela é a mesma que a topologia pontual.

## Teoremas
Para simplificar, seja X um espaço de Banach.
- O teorema de Banach–Alaoglu diz que a bola fechada de X* (o dual) é fracamente estrela compacta. Isto é consequência do teorema de Tychonoff.
- Se X é separável (isto é, admite subconjunto denso enumerável), então a bola fechada de X*, na topologia fraca estrela, é metrizável.
- O teorema de Kakutani diz que X é espaço reflexivo se e só se a bola fechada de X é fracamente compacta.
- O teorema de Eberlein–Shmulyan diz que X é reflexivo se e só se toda sequência limitada em X admite subsequência fracamente convergente.[1][2]
- O teorema de Schur diz que toda sequência fracamente convergente em l1(ℕ) converge na topologia original. (Mesmo assim, a topologia fraca é diferente da original, não sendo caracterizada por sequências.)[3]

## Topologias de operadores
Em espaços de operadores lineares contínuos, é possível considerar várias topologias, dependendo das topologias do contradomínio. Uma delas é a topologia de operador fraca.